# القمة الإسلامية 1984
مؤتمر القمة الإسلامي الرابع (19 - 16 يناير ‌‌1984م)، عُقد في الدار البيضاء في المملكة المغربية.

## أبرز القرارات
- تبني خطة السلام العربية.
- رفض السيطرة الإسرائيلية على مرتفعات الجولان.
- إبداء القلق إزاء استمرار التدخل السوفيتي في أفغانستان.